# El nyèbit
El nyèbit és una novel·la de Ramon Monton (Proa, 2003) que va rebre el Premi Enciclopèdia Catalana 1999, i el Premi Crítica Serra d'Or de novel·la 2004.
Segons el diccionari, nyèbit vol dir «noi que va perdut», una barreja d'aventurer, rodamón i inútil, algú que no té cap mena de distinció.
Ramon Monton, el presumpte traductor d'aquest llibre, explica al lector la seva troballa d'un manuscrit a la biblioteca de la Westfälische-Wilhelms-Universität de Münster (Alemanya) que conté la biografia d'un misteriós personatge que va viure durant la Guerra dels Trenta Anys (1618 – 1648), el nom i l'origen del qual al principi desconeixem. L'únic que en sabem és que l'han tancat en una presó sueca per un afer gens clar de falsificació de monedes, que se sent sol i que enyora la seva estimada. El nyèbit informa en perfecte alemany a l'escarceller que procedeix de Bohèmia però fins fa poc anava per Anglaterra amb una companyia de còmics predicant l'amor universal, tot i que va ser educat a Turquia i, tanmateix, se sent català. La novel·la, que imita l'estil barroc de l'època en què suposadament va ser escrita, desxifra l'enigma del personatge en un text en què es barregen drama i farsa, somni i realitat, història i llegenda, amor i guerra, religió i utopia, alquímia i revolució, reis i indigents, fades i princeses, monjos i bandolers, Orient i Occident, i reprodueix les convulsions d'una època de profunda crisi de civilització (la del traumàtic naixement del capitalisme), que fa pensar en la nostra.
El text conté, entre altres curiositats, la descripció de la revolta que inicià la Guerra dels Segadors i l'existència d'un germà ocult de Francesc Fontanella, l'origen del Cacaolat, el Calisay, els pollastres del Prat, el budisme, el xiclet o els bonsais, i quadres fidedignes de les corts de Transsilvània i Turquia, les estepes asiàtiques i els boscos impenetrables del centre d'Europa, i il·lustra com els vaivens de la història poden tenir uns motius tan atzarosos com els que guien les existències individuals.